# Gestaltpszichológia
A gestaltpszichológia (Gestalt német szó, jelentése ’alak’), németül Gestaltpsychologie, magyarul alaklélektan: a német pszichológiában a 20. század elején létrejött irányzat, melynek alapgondolata, hogy az egész alak észlelete több a részek egyszerű összegénél, és az egész a részekhez képest elsődleges. Főként az észleléssel és az észlelési élmények ingermintázattól és élménytől függő szerveződésével foglalkozott. Vizsgálta a mozgásfelismerést, a méretmegítélést és a színek különböző megvilágításban való észlelését. Fő kérdése, hogy a szerveződés vajon a világban magában megy-e végbe, vagy az emberi elme hozza létre a rendezett észleletet.

## Előzmények
Az alaklélektan előzményei a 19. század végéig nyúlnak vissza. Ernst Mach az érzékelés vizsgálata során megállapította az érzékelés téri formáját és idői formáját, melyek függetlenek az érzékelés elemeitől. Egy téri forma, például a háromszög attól függetlenül, hogy kicsi vagy nagy, zöld vagy piros, továbbra is háromszög marad. Egy idői forma, például egy dallam esetében, mely lejátszható különböző hangszereken vagy hangfekvésben, lényegi minőségét nem veszíti el.
Christian von Ehrenfels 1890-ben megjelent kritikájában érzetek, képzetek és érzések mellett formaminőségekről ír. A formaminőségek bemutatására Machhoz hasonlóan a dallamot használja. A dallam szerinte több, mint az egyedi hangjegyek gyűjteménye, mivel más hangszereken vagy hangfekvésben is lejátszható és felismerhető marad.

## Megalapítása
A gestaltpszichológia megalapítása Max Wertheimerhez és a phi jelenséghez köthető. Wertheimer, német pszichológus, Bécsből vonattal utazott haza, amikor azt tapasztalta, hogy bár valódi elmozdulás nem történt, ő mégis megélte a mozgás észlelésének élményét. Ebből arra következtetett, hogy az észlelés nem szükségszerűen függ össze a szenzoros ingerléssel, azaz a teljes észlelet nem feltétlenül egyezik meg a szenzoros részek egyszerű összegével. E következtetés vált az alaklélektan fő gondolatává.
Wertheimer a későbbiekben számos kísérletet végzett a látszólagos mozgással, azaz a phi-jelenséggel kapcsolatban. Tachisztoszkóppal két fényt villantott fel rövid ideig egymás után, egyiket egy függőleges, másikat pedig vízszintes résen keresztül. Ha a két felvillanás közötti időköz megfelelő volt, akkor a függőleges fény látszólagosan vízszintes helyzetbe forgott el. Kísérleteinek eredményét 1912-ben jelentette meg, így ezt a dátumot tartják a gestaltpszichológia megalakulásának.

## Története
Az alaklélektan Németországban alakult ki, és egészen a második világháborúig meghatározó volt. A természettudományok iránt érdeklődő fiatal pszichológusok körében terjedt el. Főként a berlini és frankfurti egyetemeken vált fontos kutatási területté az észlelés, mozgáslátás és a látási szerveződések. Később kiterjesztették nézeteiket a tanulásra és fejlődésre. A náci uralom azonban ellenezte a mozgalmat, és annak teljes eltörlésére törekedett, ezért a gestaltisták kénytelenek voltak emigrálni. Az Amerikai Egyesült Államokban az irányzat továbbfejlődött, nagy hatással volt a szociálpszichológiára, kiterjesztették a gestalt értelmezési elveket az interperszonális jelenségekre. Az alaklélektant gyakran tartják a modern kognitív pszichológia előfutárának.

## Főbb képviselői

### Max Wertheimer
Prágában született 1880. április 15-én. Kezdetben jogot tanult, majd a filozófia felé fordult. Berlinben Strumpf óráit hallgatta, 1904-ben szerezte meg doktori fokozatát, Külpe volt a tanácsadója. 1910-ben ment a Frankfurti Egyetem Pszichológia Intézetébe. Tachisztoszkópos kísérleteit itt végezte két segédjével, Wolfgang Köhlerrel és Kurt Koffkával. 1916-tól Berlinben élt, majd 1922-ben visszatért Frankfurtba. A növekvő náci fenyegetés elől 1933-ban az Egyesült Államokba emigrált. New Yorkban a New School for Social Researchben kapott állást. 1936-ban vált a Kísérleti Pszichológusok Társaságának tagjává. 1943. október 12-én hunyt el. Nevéhez fűződik a phi jelenség és a perceptuális csoportosítás elveinek kidolgozása.

### Kurt Koffka
Berlinben 1886. március 18-án született. A Berlini Egyetemen 1909-ben szerezte doktori fokozatát, majd Köhlerhez hasonlóan Frankfurtban Wertheimer munkatársaként kezdett dolgozni. 1911-től 1927-ig a Giesseni Egyetemen tanított. Ezután az Egyesült Államokba emigrált, a Smith College-on kezdett dolgozni. 1941-ben hunyt el. Fő műve A tudat növekedése (The Growth of the Mind), melyben a gyermekpszichológiát vizsgálja gestaltista nézőpontból és A gestaltpszichológia alapjai (Principles of Gestalt Psychology), melyben a gestaltelmélet módszeres alkalmazását mutatja be az emlékezet, észlelés, személyiség és tanulás területén.

### Wolfgang Köhler
1887. január 21-én született az észtországi Reval városban. 1908-ban a Berlini Egyetemen szerezte doktori fokozatát. A Frankfurti Egyetem Pszichológia Intézetében kezdett dolgozni Max Wertheimer asszisztenseként. 1913 és 1920 között Tenerife szigetén tanulmányozta egy majomkolónia életét. 1922-től a Berlini Egyetem Pszichológia Intézetének igazgatója lett. 1935-ben emigrált az Egyesült Államokba, a pennsylvaniai Swarthmore College-on tanított. 1967. június 11-én hunyt el New Hampshire-ben. Kísérleteiben a majmok tanulási képességét vizsgálta, megfogalmazta az ún. Umweg, azaz kerülőútproblémát és a transzpozíciós problémát.

### Kurt Lewin
1890. szeptember 9-én született a németországi Mogilno városban. A Berlini Egyetemen szerezte doktori fokozatát, majd Wertheimer, Koffka és Köhler munkatársa lett. A Hitler-rezsim elől az USA-ba települve vendégelőadóként a Stanfordi és Cornelli egyetemen tartott előadásokat, majd az Iowai Egyetemen kezdett dolgozni. 1944-ben az MIT-n a Csoport Dinamika Kutató Központ igazgatója lett. 1947-ben hunyt el. Lewin megalkotta mezőelméletét, mely egy olyan rendszert feltételez, amelyben a viselkedést egymással ellentétes erők, motívumok, fizikai vagy társadalmi erők egymásra hatása határozza meg. Elméletét kiterjesztette az emberi személyiség vizsgálatára és a csoport mint társas mező vizsgálatára. Bevezette a hodológia tudományát, valamint megfogalmazta a gyermekek által megtapasztalt három konfliktust.

## Kevésbé ismert gestaltpszichológusok

### Kurt Goldstein
(1878–1965) első világháborús agysérült katonákon a neurológia és viselkedés közötti kapcsolatokat vizsgálta. Nevéhez fűződik a holisztikus-organizmikus elmélet, mely szorosan kapcsolódik a gestaltpszichológiához. A holisztikus elmélet az emberi természet teljes egészét vizsgálja. Az organizmikus elmélet a szervezet belső struktúrájának egészét tárja fel.

### Karl Dunckert
(1903–1940) a gondolkodás érdekelte. Problémamegoldási vizsgálatai során megállapította, hogy a nyelvi kapcsolatok miként korlátozzák az emberi gondolkodást. Megfogalmazta a funkcionális rögzítettséget, mely a kreativitás ellentéte, azaz az egyén nem képes bizonyos tárgyak felhasználásával valamilyen célt elérni.

### Mary Henle
(1913–2007) esszégyűjteményeket és cikkeket írt, melyben a gestaltpszichológiát hasonlította össze többek között a fenomenológiával vagy a gestaltterápiával.

### Rudolph Arnheim
(1904–2007) klasszikus gestalt témájú cikkeket írt. Kritizálta az alaklélektan félrevezető fogalmait, és az irányzatot a művészet és építészet felé fordította.

## A gestaltpszichológia alapelvei
A perceptuális csoportosítás elvei

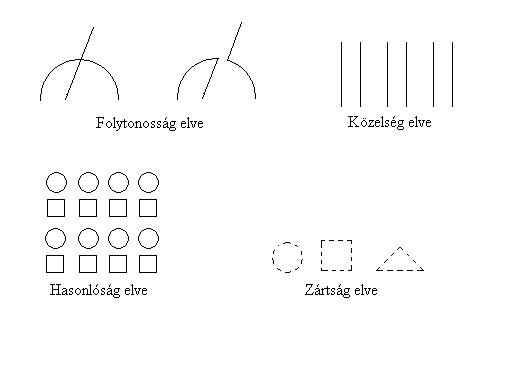
A perceptuális csoportosítás elveinek ábrája

A gestaltpszichológusok a perceptuális csoportosítás több elvét megfogalmazták, ezeket elsősorban a látás területén vizsgálták. Legalapvetőbb formája a figura-háttér elrendeződés, amelyet először egy dán pszichológus, Edgar Rubin írt le. Szerinte a kép egyik része a figura, ez tartalmazza a tárgyat, a többit háttérnek látjuk. Ez az elrendeződés azonban megfordulhat, de egyszerre vagy csak a hátteret látjuk, vagy csak a figurát. A figurára és a háttérre is egyaránt igaz, hogy kontextusfüggőek, ez vonatkozik a reverzibilis, azaz megfordítható ábrákra is. A gestaltpszichológusok ebből arra is következtettek, hogy a figura-háttér szerveződés észlelőrendszerünk eredménye.
1. Nemcsak kiemelkedni látjuk a tárgyat a háttérből, de sajátos csoportosításban is észleljük őket. Egyfajta csoportosítási elv, a folytonosság, azaz a kontinuitás elve, mely szerint hajlamosak vagyunk úgy látni bizonyos tárgyakat, ábrákat, hogy azok abba az irányba haladnak tovább, amely felé mutatnak.
2. A közelség, proximitás elvében az figyelhető meg, hogy azokat az elemeket, amelyek térben és időben egymáshoz közel állnak összetartozónak észleljük, vagyis az egymáshoz közeli tárgyak perceptuális egységként csoportosulnak.
3. Egy másik gestaltalapelv a hasonlóság elve, mely szerint hajlamosak vagyunk egy csoportba sorolni a hasonló elemeket. Ez történhet fényesség, méret vagy irányultság alapján.
4. Végül a zártság elve azt mutatja, hogy hajlamosak vagyunk befejezetlen ábrákat egésznek látni a hiányzó rések kitöltésével, vagyis olyan körvonalakat egyesítünk, amelyek nagyon közel vannak egymáshoz.

A perceptuális csoportosítás sok meghatározóját először Max Wertheimer írta le.

## Egyéb gestaltjelenségek

### Prägnanz-törvény
A törvény szerint az előbb említett perceptuális alapelvek azért működnek, mert így az elemek több jelentést hordoznak, jelentéstelibbek, vagyis elérhető a jobb gestalt. Például egy teljes háromszög több jelentéssel bír, mint a szaggatott háromszög.

### Zeigarnik-hatás
A Zeigarnik-hatás szintén a Prägnanz-törvény egyik példája, mely szerint képesek vagyunk tovább emlékezni egy befejezetlen, mint egy befejezett feladatra. A jelenség névadója Bliuma Vul’Fovna Zeigarnik (1900-1988), orosz pszichológus.

### Izomorfizmus
Szó szerinti jelentése, iso=ugyanaz, morf=alak, forma. Ez a gestaltalapelv magyarázza a test-lélek problémáját, azt állítja, hogy az agyi folyamatok és a pszichés élmények között közvetlen kapcsolat van. A neurális folyamatok és a percepciók közötti kapcsolat illusztrálására a leggyakrabban használt hasonlat a térkép és az ország kapcsolata, miszerint egy térkép tanulmányozásával sok mindent megtudhatunk az országról. Azt feltételezték, hogy egy tárgy észlelésének téri elrendeződése az agyban topológiai hasonlóságot mutat a tárggyal.

## Gestaltista tanulási alapelvek
Köhler kutatásai során olyan tanulási elveket fogalmazott meg, amelyek megkérdőjelezték Thorndike próba-szerencse tanuláselméletét.
Umweg, kerülőút-probléma
Köhler szerint Thorndike feladataiban az állatok véletlenszerű tevékenységet végeztek azért, hogy megoldják a problémát, de a feladatok nem tették lehetővé, hogy áttekinthesse az állat a problémát. Köhler tehát olyan feladatokat készített, amelyben a probléma összes eleme átlátható, továbbá belátásnak nevezte azt, amikor az alany felismeri a probléma különböző aspektusai közötti kapcsolatot. Ilyen jellegű feladatokra egy példa az ún. Umweg, kerülőút-probléma, amelynek lényege, hogy az alanynak kezdetben el kell távolodnia a céltól, kerülőutat kell tennie azért, hogy végül megszerezze azt.

### Belátásos tanulás
Köhler belátásos tanulás elméletéhez további bizonyítékkal szolgáltak majomkísérletei. Egy Szultánnak nevezett majomnak az volt a feladata, hogy a ketrecén kívülre helyezett banánokat begyűjtse. Azonban egyik rendelkezésére álló rúd sem volt elég hosszú ehhez, két rudat kellett összeillesztenie. Szultán eleinte nem boldogult a feladattal, majd kis idő múlva hirtelen rájött a megoldásra. Köhler úgy következtetett, hogy a belátásos tanulás gyakran hirtelen alakul ki és „minden vagy semmi” elvet követ. Továbbá a belátásos tanulás független a megerősítéstől, az így megoldott problémákra tovább emlékezünk és képesek vagyunk ezt a tudásunkat más hasonló problémára is alkalmazni.

### A transzpozíciós probléma
Szintén Köhler nevéhez fűződik az a feladat, amelyben csirkéket tanított arra, hogy két szürke lap közül a sötétebbről szedegessék a magokat. Ha a világosabb lapról kezdtek el csipegetni, akkor elzavarták őket. Több száz kísérlet után végre sikerült elérnie, hogy a csirkék a sötétebb lapról szedegették fel a magokat. Célja ezzel az volt, hogy a Thorndike-féle próba-szerencse tanulást és a gestaltista megközelítést szembeállítsa. Ehhez Köhler az eredetileg használt sötét szürke lap mellé egy még sötétebb szürke lapot használt, hogy ellenőrizze mit tanultak a csirkék. A próba-szerencse tanulás elmélete szerint a csirkék az eredeti lapról szedegetik majd fel a magokat, mert ahhoz kapcsolódott a megerősítés. Gestaltista megközelítés szerint az állatok a mintázatot sajátították el, ezért Köhler úgy vélte, hogy a sötétebb lapról csipegetnek majd a csirkék, mert a tanulás során az ingerek közötti viszonyt tanulták meg. A csirkék a sötétebb lapot választották, Köhler ezt a jelenséget nevezte transzpozíciónak.

## A gestaltpszichológia hatása
A második világháború körüli eseményeknek nagy szerepük volt a gestaltpszichológia tönkretételében. A gestaltpszichológusok többsége német volt, sokan az Egyesült Államokba menekültek, hátrahagyva munkájukat. Amerikában azonban ebben az időszakban a behaviorizmus virágzott, így a gestaltpszichológia nem érhette el jelentőségét. A pszichológia fejlődésére gyakorolt hatása azonban nem elhanyagolható, sokan a modern kognitív pszichológia előfutárának tekintik.